# Masinisa
Masinisa (Masinissa, Masensen, Massinissa i Massena; oko 238. – 148. pr. Kr.) bio je prvi kralj Numidije.
Tijekom svoje mladosti, prije nego što je postao kraljem, borio se u Drugom punskom ratu (218. – 201. pr. Kr.), prvo protiv Rimljana kao savjeznik Kartage da bi kasnije promijenio stranu, odnosno prišao Rimljanima (206 pr. Kr.). Uz rimsku podršku, ujedinio je istočna i zapadna numidska plemena i osnovao Kraljevstvo Numidiju. Poznat je po svojoj ulozi u bitci kod Zame (202 pr. Kr.), u kojoj je sudjelovao kao savjeznik Rimljana. Svojoj supruzi Sofonisbi, uglednoj Kartažanki, dopustio je da se otruje kako bi izbjegla sudbinu ratnog plijena na proslavi pobjede (trijumfa) u Rimu.
Priču o Masinisi je zapisao rimski povjesničar Tit Livije oko 27-25 pr. Kr. Također ga je prikazao i Ciceron u svom spisu „Scipionov san”.
Njegovo ime je pronađeno u grobnici u Cirti (današnja Konstantina u Alžiru) u obliku MSNSN, koje se treba čitati kao Mas'n'sen, što znači: „Njihov gospodar”.
Grčki povjesničar Polibije, koji je upoznao Masinisu, nazvao ga je „najboljim čovjekom od svih kraljeva našeg vremena” i napisao da je njegovo „najveće i najbožanskije postignuće bilo ovo: Numidija je prije njegova vremena bila potpuno neproduktivna, te je smatrana za zemlju koja ne može proizvoditi nikakve kultivirane vrste. On je bio prvi čovjek koji je pokazao da Numidija može proizvoditi kultivirane vrste baš kao svaka druga zemlja.” Sljedećih stoljeća, njegov teritorij postat će poznat kao žitnica Rima.
Među suvremenima Berberima Masinisa se smatra ikonom i značajnim praocem.

## Vanjske poveznice
- Massinissa
- Livius.org: Massinissa  Arhivirana inačica izvorne stranice od 31. kolovoza 2013. (Wayback Machine)